# صموئيل شوميكر
صموئيل مور شوميكر الثالث (27 ديسمبر 1893 - 31 أكتوبر 1963). كانَ صموئيل مور شوميكر قسيساً للكنيسة الأسقفية، يعد من أفضل الدُعاة في تلك الحُقبة، وقد جرى تداول خطبه لتوزيعها عبر أشرطة التسجيل والشبكات الإذاعية على مدى عقود، أَنشأ مجلة Faith At Work في عام ١٩٢٦. شَغِلَ منصب رئيس كنيسة كالفيري ايبسكوبال في مدينة نيويورك من عام ١٩٢٥ إلى ١٩٥٢. ترَأَسَ مقر الولايات المتحدة لمجموعة أَكسفورد (التي أَسسها فرانك بوخمان، كان له تأثير عميق عليه) ولاحقاً لرئاسة إِعادة التسلُح الأَخلاقي وهي مجموعة أكسفورد التي تأسست في عام ١٩٣٨، من نحو عام ١٩٢٧ حتى ١٩٤١. في عام ١٩٥٢ إلى ١٩٦٢ شغل منصب رئيس كالفري الأسقفية في بيتسبرغ، بنسلفانيا. تقاعد عام ١٩٦٢ وتوفي في العام الذي يليه. كان تركيز سام شوميكر بين الطوائف ومجموعة أكسفورد تأثيرين مهمين لمؤسسي مجموعة مدمني الكحول المجهولين (AA (Alcoholic Anonymous الذين التقوا من خلال مجموعة أكسفورد. حضر بيل ويلسون اجتماعات مجموعة أكسفورد في كنيسة كالفاري في أواخر عام ١٩٣٤ إلى عام ١٩٣٩. ساعد سام شوميكر ببدء فصل مجموعة أكسفورد في أكرون، أوهايو، التي شارك فيها الدكتور بوب سميث.
أَدت الخلافات الجادة مع مؤسس مجموعة أكسفورد فرانك بوخمان بعد انفصاله المبكر لفترة من الوقت عن AA إلى انفصال شوميكر عن بوتشمان في عام ١٩٤١، قبل العمل معه مرة أخرى في وقت لاحق.
كان لمساهمات شوميكر والخدمات المقدمة إلى AA
تأثير عالمي. يجري استخدام البرنامج الذي صنفه بيل دبليو، بالاشتراك مع شوميكر في كل بلد تقريباً في جميع أنحاء العالم ليس فقط لعلاج إدمان الكحول وإنما أيضاً لمساعدة أقارب مدمني الكحول (Al-Anon \Alateen)، وعلاج الأشخاص الذين يعانون أنواع الإدمان الأخرى مثل: إدمان المخدرات (كوكايين، حبوب مجهولة…) وإدمان الجنس و/أَو إدمان الحب (مدمنو الحب والجنس المجهولون).

## بدايات حياته
وُلد شوميكر في منزل مُستأجر في شارع ريد في بالتيمور بولاية ماريلاند في ٢٧ ديسمبر ١٨٩٣، لصموئيل مور شوميكر جونيور (رئيس مجلس حكام جامعة ماريلاند لاحقاً) ونيلي ويتريدج (لاحقاً رئيسة جمعية النساء)، ومساعدة أبرشية ماريلاند الأسقفية)، التي التقت به في كنيسة إيمانويل في بالتيمور، إذ كان عمه رئيساً للجامعة.
بعد ذلك بعامين، في عام ١٨٩٦، انتقلت ممتلكات العائلة الشابة إلى ممتلكات جده الراحل لأبيه، "برنسايد"، على بعد نحو ١٠ أميال شمال بالتيمور عند مدخل وادي جرين سبرنج. في عام ١٨٩٨، حول والده برنسايد إلى مزرعة ألبان، مع جائزة قطيع من ماشية غيرنسي، على الرغم من أن جده كان يفضل جيرسي. كان سام شوميكر مُدركاً جيداً لتربيته المميزة، فقد انتقل بعض سكان مينونايت من ألمانيا وهولندا وسويسرا قبل مئات السنين، وتحولوا إلى طائفة الكويكرز تحت تأثير مبشري ويليام بن وقاموا بتغيير لقبهم إلى الإنجليزية في أثناء انتقالهم إلى جيرمانتاون، والتي أصبحت حي فيلادلفيا، وجده لأبيه (الذي توفي عام ١٨٨٤ وسمي والد سام والصغير سام) على الرغم من أنه ولد في لافورش باريش، لويزيانا، وقد جمع Great Western Express ثروته من تنظيم خط النقل بين فيلادلفيا وبالتيمور. كانت جدته لأبيه، الأُم الفيكتورية التي ربته على أنهُ أسقفي، أوغستا تشامبرز إكليستون، من تشيسترتاون، ماريلاند، ابنة قاضي محكمة الاستئناف في ماريلاند جون باورز إكسليستون (١٧٩٤-١٨٦٠) وأُخت القس جون إتش إي إكليسون، الذي تم تزيين كنيسة إيمانويل الأسقفية بالزهور من دفيئات الأُسرة. عمل جون سي إكلستون (١٨٢٨-١٩١٢) الأبعد كاهناً في مقاطعة ريتموند، نيويورك، كان لدى جد سام لأُمه، جون اوغسطس ويتريدج، أُسطول من سفن المقص، على الرغم من أنه توفي عندما كان سام في الثالثة عشر من عمره. بودلي، ولجيمس ( في الواقع ريتشارد هيو جواتني)، خادم الأُسرة منذ فترة طويلة، الذي ولد في فريدريكسبيرغ، فيرجينيا.
في عام ١٩٠٨، عندما كان سام في الرابعة عشرة من عمره، أُرسل إلى مدرسة سانت جورج، رود آيلاند، وهي مدرسة داخلية أسقفية أسسها ويديرها القس جون بايرون ديمان، الذي تحول لاحقاً إلى الكاثوليكية الرومانية وأسس دير بورتسموث بالقرب من المدرسة. سام والحنين الى الوطن، لم يشعر في البداية بالراحة بين "يانكيز". كما أنه لم يعد نفسه طالباً جيداً، لكنه شغل عدة مناصب خلال سنوات دراسته في المدرسة، بما في ذلك منصب رئيس الجمعية التبشيرية.
بعد تخرجه في عام ١٩١٢، التحق شوميكر بجامعة برينستون. وبما أن والده كان من المعجبين بالرئيس وودرو ويلسون، أصبح شوميكر على دراية بالخلافات السياسية السائدة في ذلك الوقت، وبعد سنته الثانية، نحو عام ١٩١٤، سافر إلى أوروبا. عند عودته، احتج شوميكر وثلاثة طلاب آخرين على الدعاية الحربية والتدريبات العسكرية في الجامعة. في بيستون، التقى شوميكر مع روبرت سبير وجون موت، وشيروود إيدي من خلال الاتحاد العالمي للطلاب المسيحيين. أصبح مهتماً بالكرازة الشخصية والعمل التبشيري، فضلاً عن الحركة المسكونية الجديدة نسبياً. تخرج من جامعة برنستون عام ١٩١٦.
من عام ١٩١٧ حتى ١٩١٩، بمباركة RT. ذهب القس جون غاردنر موراي، اسقف ماريلاند، يام شوميكر الى الصين لبدء فرع لجمعية الشبان المسيحيين وتعليم دورات الأعمال في برنامج برينستون في الصين. قضى شوميكر عدة سنوات في الصين. في كانون الثاني (يناير) ١٩٢٨، التقى هناك بفرانك بوخمان، مؤسس زمالة First Century Fellow ship التي عُرفت فيما بعد باسم مجموعة أكسفورد. أحد اتباع جون موت أيضاً، وقائد مجموعة YMCA التابعة لولاية بنسلفانيا، نصح بوخمان شوميكر بالنظر داخل نفسه، والتحدث عن تجاربه الشخصية. أخبر بوخمان أيضاً شوميكر عن جوهر العظة على الجبل بأنه أربع حقائق مطلقة: الصدق، والنقاء، والأنانية، والحب. بعد التفكير في عدم كفاءته مقارنة بتلك الصفات، قرر شوميكر أن يترك الأمر لله ليرشد له حياته. عاد إلى بريستون في عام ١٩١٩ لرئاسة جمعية فيلادلفيا، وهي منظمة مسيحية في الحرم الجامعي كان قد قادها خلال سنته الأخيرة.